# Scattered Dreams
Scattered Dreams: The Kathryn Messenger Story é um filme de drama estadunidense feito para a televisão, dirigido por Neema Bernette e lançado em 1993, baseado em uma história verídica.
Foi protagonizado por Gerald McRaney, Ed Grady, Rhoda Griffis, Tyne Daly e Macon McCalman. A atriz Alicia Silverstone também estrelou e Steven Griffith coestrelou. 